# Ivo Pattiera
Ivo Pattiera (Šibenik, 1948.) jedan je od najznačajnijih hrvatskih pjevača zabavne glazbe dalmatinskog izraza.

## Životopis
Rođen je u Šibeniku 1948. godine.
U svojoj dugogodišnjoj karijeri dokazao se kao vrsni interpretator velikih glasovnih mogućnosti. Tijekom 1980-ih postigao je značajne uspjehe na Splitskom festivalu s velikim hitovima poput: "Pjesmom te ljubim", "Prođi me se", "Ćale moj", "Rascvjetana grana" i druge. Značajne nastupe i uspjehe doživljava i na Festivalu dalmatinske šansone u rodnom Šibeniku i to s pjesmama: "Novi snovi", "Još sam onaj", "Finilo je" te mnoge druge. Pattierina karijera zabilježena je na nosačima zvuka i slike nakladničke kuće Jugoton, a kasnije i Croatia Records.

## Diskografija
- 1980. - Nima Splita do Splita
- 1982. - Ljubavi moja
- 1983. - Tražim te, trebam te
- 1986. - Ivo Pattiera
- 1988. - Suza je slana
- 1990. - Večeras plaćam ja
- 1994. - Pjesmom te ljubim
- 2004. - Dođi na jednu ćakulu
- 2010. - Zlatna kolekcija

## Ostalo
- "Gospar od grada" kao Ivo Pattiera (arhivska snimka) (2019.)